# معركة أرطيميسيوم
معركة أرطميمسيوم وتسمى أيضاً معركة أرطمسيون وهي سلسلة من الغارات البحرية العسكرية خلال الغزو الفارسي لليونان الثاني إمتدت لثلاثة أيام من 7 أغسطس إلى 10 أغسطس 480 ق م في منطقة آرتميسيوم في وابية، وقد شكل اليونانيون تحالف بين مدن إسبرطة وأثينا وكورنثوس لصد الغزو الفارسي إلا أن الفرس الأخمينيين بقيادة خشايارشا الأول تمكنوا من احتلال آرتميسيوم وثم إتجهوا نحو أثينا لاحتلالها بعد نجاحهم في احتلال أرتمسيوم.